# I Am Alive
I Am Alive (conosciuto precedentemente come Alive) è un videogioco d'azione, inizialmente sviluppato dalla Darkworks ora sviluppato da Ubisoft Shanghai ed è pubblicato da Ubisoft. Il titolo è disponibile su PlayStation Network dal 4 aprile, mentre su Xbox Live Marketplace dal 7 marzo 2012. Per Windows sulla piattaforma steam dal 13 settembre 2012.

## Informazioni sul gioco
Il gioco è stato pensato per essere un'avventura di tipo survival, ambientato in una realtà alternativa dove vediamo la città di Haventon in rovine, dove nessuno è a conoscenza di cosa abbia provocato tanta distruzione. Il giocatore dovrà badare a se stesso, affrontando molte avversità, e scoprire dove si trova la sua famiglia dopo un anno dalla catastrofe.

## Trama
Nella città di Haventon, luogo immaginario degli Stati Uniti, un anno dopo un terribile terremoto che ha spazzato via quasi interamente la razza umana, Adam Collins sopravvissuto alla catastrofe riesce a raggiungere la città dove viveva prima di partire per un non precisato viaggio ad Est e grazie al quale è scampato ai terremoti che hanno devastato Haventon. Dopo essere riuscito ad entrare in città attraversando i resti di un ponte semi distrutto si mette alla ricerca della moglie e la figlia disperse dopo il tragico evento ma scopre a suo malgrado che nella sua abitazione non c'è traccia di loro ma solo una lettera lasciata per lui. Inizierà qui un lungo viaggio pieno di insidie e pericoli alla disperata ricerca della sua famiglia che lo porterà ad attraversare l'intera città e lo costringerà a lottare duramente per sopravvivere.

## Sviluppo
I Am Alive è stato annunciato all'E3 2008 sotto forma di video e il primo trailer è stato proiettato nella conferenza stampa di Ubisoft dell'E3, che ha anticipato ed evidenziato le varie sensazioni che un giocatore proverà nel giocare il titolo.
In un primo momento era stato dichiarato che la produttrice di Assassin's Creed, Jade Raymond, lavorasse a questo titolo, ma poi si rivelò che tale notizia non era vera.
Il 6 marzo 2009, Ubisoft annuncia di aver tolto lo sviluppo del gioco a Darkworks e lo ha trasferito a Ubisoft Shanghai.
Nel mese di agosto 2009, sono state diffuse alcune immagini del gioco.
Il 13 gennaio 2010, Ubisoft conferma che I Am Alive sarà distribuito nel corso del 2011.
Il 14 giugno 2010, Ubisoft tramite la conferenza dell'E3 2010 mostra un video di I Am Alive e viene resa nota la data di uscita: Primavera 2011.
Il 31 gennaio 2011, era stato dichiarato che il gioco sarebbe stato disponibile solo su PlayStation Network e Xbox Live nel corso del 2011. La motivazione sarebbe risieduta nella paura, da parte della casa francese, che il gioco avesse poco successo. Successivamente è stato scoperto che si trattava di uno scherzo partito dal sito francese, Jeuxvideo.fr. Quest'ultimo ha smentito categoricamente tale notizia.
Il 19 agosto 2011, sono stati caricati alcuni trailer inediti del gioco su YouTube.
Il 29 settembre 2011, dopo tante voci date per false su internet, si è scoperto, dopo un comunicato ufficiale della Ubisoft che I Am Alive verrà effettivamente distribuito solo su PlayStation Network e su Xbox Live.
Il 22 novembre 2011, Aurelian Palasse di Ubisoft in un'intervista ha rilevato che Ubisoft Shanghai ha dovuto cancellare buona parte del lavoro di Darkworks e ricominciare lo sviluppo tutto da capo, usando anche un nuovo motore grafico. Lo sviluppo del gioco fu molto complicato anche a causa delle difficoltà riscontrate nel renderlo più realistico. Il primo trailer era in computer grafica, ma il team cercava di rendere uguale lo scenario visto dal video.
Il Creative Director di Ubisoft Shanghai, Stanislas Mettra, ha rivelato che I Am Alive non arriverà su Microsoft Windows a causa della pirateria. Dopo questa dichiarazione, Stanislas Mettra, ha dichiarato di essere stato frainteso e anche a lui piacerebbe vedere I Am Alive su Microsoft Windows. Previsto inizialmente per il 13 settembre 2012, il 6 settembre il gioco viene pubblicato ufficialmente su Ubishop, Steam ed altri retailer digitali.

## Dettagli
- Nel gioco impersoniamo Adam Collins, ma sono presenti altri personaggi i quali vivranno alcuni momenti col protagonista.
- Nel gioco sono presenti vari "riprova" che vengono chiamati tentativi e che ci permetteranno di ripetere una determinata sequenza in caso di morte ma sono limitati
- Il gioco sarà principalmente in terza persona, ma i combattimenti saranno in prima persona. Non si tratta tuttavia di uno sparatutto in prima persona.
- Nel gioco troveremo anche delle armi da fuoco, ma solo in rari casi e spesso saranno scariche, però le potremo usare lo stesso contro qualche nemico (che ovviamente non saprà se questa sarà scarica oppure no). Infatti il gameplay è principalmente orientato alla sopravvivenza.
- Cibo e acqua scarseggiano e di soccorsi e polizia nemmeno l'ombra: saranno gli altri sopravvissuti al disastro a rappresentare una continua minaccia.
- Il giocatore può imbattersi anche in gruppi violenti, in tal caso può cercare di uscire da una situazione così delicata con il confronto diretto, con tattiche evasive e con la discrezione.
- Il gioco si svolge nell'arco di due giorni anche se il tempo non è indicato poiché il sole e la luna sono completamente coperti dalla polvere.
- Il gioco sarà narrato da dei flashback, fino alla conclusione del gioco.
- Nel gioco sono presenti solo quattro tipi di arma: un machete, una pistola, un fucile (che sarà acquisibile solo aiutando un vecchio uomo mutato dalla polvere) e un arco da caccia (con solo una freccia a disposizione, tranne che per l'ultimo livello)
- Adam cercherà di aiutare dei superstiti regalando oggetti o cibo in cambio di un "tentativo" e di qualche informazione in più su ciò che è accaduto alla popolazione dopo la catastrofe
- Nel gioco lo scenario apocalittico è ricreato in modo fortemente realistico: Adam dovrà farsi strada tra pericolose bande di sopravvissuti dovrà scalare edifici diroccati con l'aiuto di un rampino e alcuni chiodi da roccia e spostarsi per la città nonostante una fitta nebbia tossica che rende difficile attraversare le strade (tuttavia da un certo punto del gioco in poi sarà disponibile una maschera antigas)
- Il terremoto ricreato in I Am Alive è di magnitudo 10.3 (Scala Richter), un'intensità per ora fortunatamente mai registrata nel mondo reale.
- Nel gioco sono presenti vari tipi di nemici: quelli armati solo con un machete, quelli che possiedono pistole e quelli armati e corazzati (dopo la loro uccisione sarà possibile sottrargli il giubbotto antiproiettile che tuttavia si romperà se si subiscono danni). C'è inoltre un nemico in modalità sopravvissuto che oltre al giubbotto antiproiettile, ha anche un elmetto e può essere sconfitto solo colpendolo alle gambe.
- Il gioco, diversamente da quanto annunciato, non sarà free roaming ma su binari.